# Giuseppe Galliano
Pour les articles homonymes, voir Galliano.
Giuseppe Galliano (Vicoforte, 27 septembre 1846 - Adoua, 1er mars 1896) était un soldat italien, lieutenant-colonel (tenente colonnello) du  Regio Esercito armée royale italienne, célèbre pour ses actions militaires lors de la campagne d'Afrique dans les batailles d'Agordat et de Coatit et pour sa défense acharnée du fort de Mekele. Il est mort dans la bataille d'Adoua.
Il vivait, lorsqu'il n'était pas engagé dans des campagnes militaires, à Ceva, dans la région de Coni. La ville lui a rendu hommage en érigeant un monument en bronze, en baptisant l'école primaire locale et en créant un petit musée. Il a été le premier et l'un des sept seuls à être décoré plus d'une fois de la médaille d'or de la valeur militaire.

## Biographie
Fils d'un officier qui, en 1821, fut le compagnon de Santorre di Santa Rosa lors des soulèvements constitutionnels du Piémont, il entra au Collège militaire d'Asti le 24 octobre 1854. En 1864, Galliano entra à l'École militaire de Modène, d'où il sortit deux ans plus tard avec le grade de sous-lieutenant (sottotenente) de l'armée d'infanterie et fut affecté au 24e régiment d'infanterie "Como", avec lequel il participa à la guerre contre l'Autriche en 1866 (Troisième guerre d'indépendance italienne). En 1870, il est promu lieutenant (tenente) et en 1873, il est transféré au corps alpin (Alpini), créé l'année précédente, où il reste jusqu'au 19 juillet 1883, date à laquelle, promu capitaine (capitano), il est affecté au 58e régiment d'infanterie "Abruzzi". En 1884, il est transféré au 82e régiment d'infanterie "Torino" et le 6 novembre 1887, il part pour l'Érythrée avec le corps de renfort commandé par le général Alessandro Asinari di San Marzano, dans l'intention de venger le massacre de Dogali, mais, comme les Abyssins "disparaissent comme la brume au soleil" devant les imposantes forces italiennes, le corps est dissous et rapatrié au printemps de l'année suivante. Le 10 mars 1888, le capitaine Galliano retourne au 82e régiment d'infanterie de Turin, pour n'y rester que deux ans, car en 1890, à la suite de ses demandes répétées, il est renvoyé en Érythrée.

## La campagne africaine

### Bataille d'Agordat
Lors de la bataille d'Agordat en 1893, le capitaine Giuseppe Galliano commandait un bataillon indigène, ainsi qu'une batterie d'artillerie de montagne indigène servie par des Soudanais. Dans un premier temps, le sort de la bataille est favorable aux troupes de Galliano, mais par la suite, les Derviches, enhardis et dynamisés par leurs chefs militaires et religieux, les pressent et tentent de les déborder. Les efforts de Galliano pour endiguer leur offensive furent vains et il dut ordonner la retraite, abandonnant les pièces car toutes les mules avaient été tuées. Dans cette retraite échelonnée, Galliano a maintenu la discipline et l'ordre, inspirant confiance à ses fidèles àscari. Il ordonne alors une violente contre-attaque à la baïonnette, qu'il mène lui-même à cheval en première ligne. En peu de temps, les Derviches furent dispersés et s'échappèrent de manière désordonnée et les pièces purent être reprises. Le butin en armes, munitions et insignes de cette bataille se trouve aujourd'hui au musée de l'artillerie de Turin et comprend le célèbre étendard vert, qui fut l'une des pertes les plus décourageantes pour les Derviches.
En apprenant que le roi Umberto I lui avait décerné la médaille d'or de la valeur militaire, le capitaine Galliano écrivit à son frère : "Une seule chose trouble ma joie d'un tel honneur, c'est qu'il diffère trop de celui donné à mes officiers qui l'ont mérité et pour qui le ministère n'a pas été aussi large que pour moi". Galliano se distingue surtout par son habileté à instruire et à constituer les indigènes en unités solides et homogènes. On lui attribue le mérite d'avoir donné au 3e bataillon des indigènes de telles traditions guerrières qu'on se souvient de lui en Érythrée sous le nom de commandant héroïque plutôt que sous celui de cramoisi, qui lui a été donné en raison de la couleur de la ceinture de sa taille et du gland du tarbush de ses àscari.

### Bataille de Coatit
Le 13 janvier 1895, la bataille de Coatit commence entre les troupes italiennes et celles conduites par le Ras Mangascià, gouverneur du Tigré, qui est vaincu et obligé de se réfugier près de Senafé, où il est accueilli par les troupes italiennes ; une balle traverse sa tente et, dans la panique, il commence à fuir. Une grande partie du mérite de cette opération revient à Giuseppe Galliano, promu major (maggiore) pour mérites de guerre après Agordat.
Cette action lui vaut la médaille d'argent de la valeur militaire avec la motivation suivante : "Envoyé avec trois de ses compagnies pour arrêter la colonne d'attaque de l'ennemi, il réussit, malgré la supériorité numérique des Tigrés, les difficultés du terrain et les pertes sérieuses subies, à couvrir les routes par lesquelles le corps d'opération devait défiler, permettant ainsi d'occuper solidement la position de Coatit et de repousser l'ennemi sur tout le front. Dans l'après-midi du 13 et tout au long du 14 janvier, il a contribué à défendre le centre et la droite de nos troupes, repoussant toujours les attaques incessantes de l'ennemi. Pour cette valeureuse action, il a également été décoré de la Croix de Chevalier de l'Ordre des Saints-Maurice-et-Lazare par motu proprio du Souverain.

### Défense du fort de Mekele

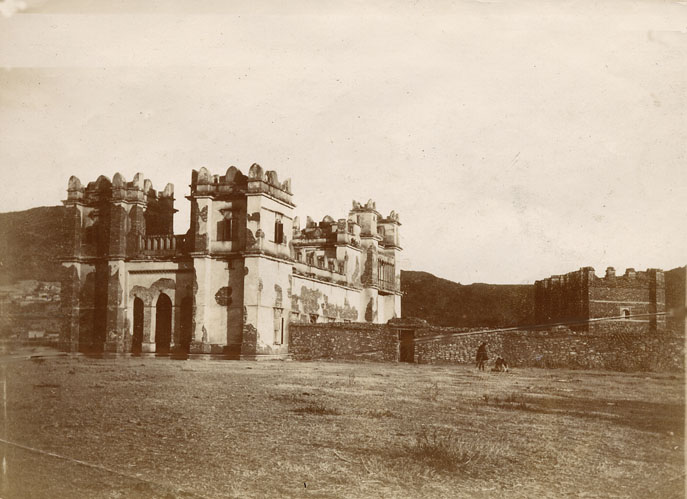
Fort Enda Yesus, Mekele, 1896

À l'automne 1895, on peut dire que toute la région du Tigré est occupée, de sorte que le gouverneur de la colonie érythréenne, le général Oreste Baratieri, peut retourner à Massaoua. Cependant, quelques semaines plus tard, c'est le Négus Ménélik II lui-même qui est sur le sentier de la guerre, dénonçant l'occupation italienne indue du Tigré, un territoire que le traité de Wouchalé (Trattato di Uccialli) avait attribué à l'Éthiopie. Après avoir fait des réserves de nourriture, de bétail, d'armes et de munitions, Ménélik II rassemble une immense force pour marcher contre la colonne italienne. Début décembre, l'armée abyssine pouvait se targuer de compter 100 000 hommes, tandis que les forces italiennes, en infériorité numérique, étaient à leur tour divisées en deux contingents : 5 000 hommes étaient stationnés à Adigrat et le même nombre à Mekele, sous la direction du général Giuseppe Arimondi. Ce dernier voulait avancer pour soutenir le major Pietro Toselli, qui était isolé avec sa compagnie sur le plateau d'Amba Alagi dans la position la plus avancée et serait donc le premier à entrer en contact avec l'ennemi. Cependant, le gouverneur Baratieri a télégraphié que la garnison de Mekele devait être maintenue et a interdit au général Arimondi de bouger, permettant aux Abyssins de massacrer facilement les quelque 2 000 soldats sous le commandement du major Toselli, qui sont tous morts le 7 décembre. Arimondi, qui avait avancé jusqu'à Aderà, à 20 km d'Amba Alagi, ne put que rassembler les quelques survivants pour se replier sur Adigrat, laissant le major Giuseppe Galliano avec 1 300 hommes dans le fort Enda Yesus près de Mekele. L'armée du Négus a commencé le siège du fort.
Galliano a résisté aux attaques continues de l'armée abyssinienne pendant plus de deux mois. La garnison d'environ 1 500 hommes ne s'est pas rendue malgré les très lourdes pertes subies, principalement dues à la maladie. Parallèlement au siège, les négociations de paix se poursuivent et culminent le 17 janvier 1896 lorsque Ménélik II propose une cessation des hostilités et exige l'annulation du traité de Wouchalé (Trattato di Uccialli). En contrepartie, il promet de libérer du siège les Italiens enfermés dans le fort de Mekele. Mais le gouvernement italien, tout en exigeant la libération des assiégés de Mekele, reste ferme dans sa demande de renouvellement du traité de Wouchalé. Galliano, sur le point de se sacrifier par manque de munitions, de nourriture et d'eau en faisant sauter le fort au moyen d'une mine, renonce à cette proposition car le siège est levé grâce à la diplomatie mise en place par le gouverneur Baratieri.
Galliano quitte le fort avec ses troupes et retourne auprès des forces italiennes massées à la frontière érythréenne avec le Tigré. Pour sa défense héroïque du fort d'Enda Yesus (appelé plus tard "Fort Galliano" en son honneur), il reçoit une autre médaille d'argent dela valeur militaire et est promu lieutenant-colonel (tenente colonnello) pour mérite de guerre en janvier 1896.

### La bataille d'Adoua

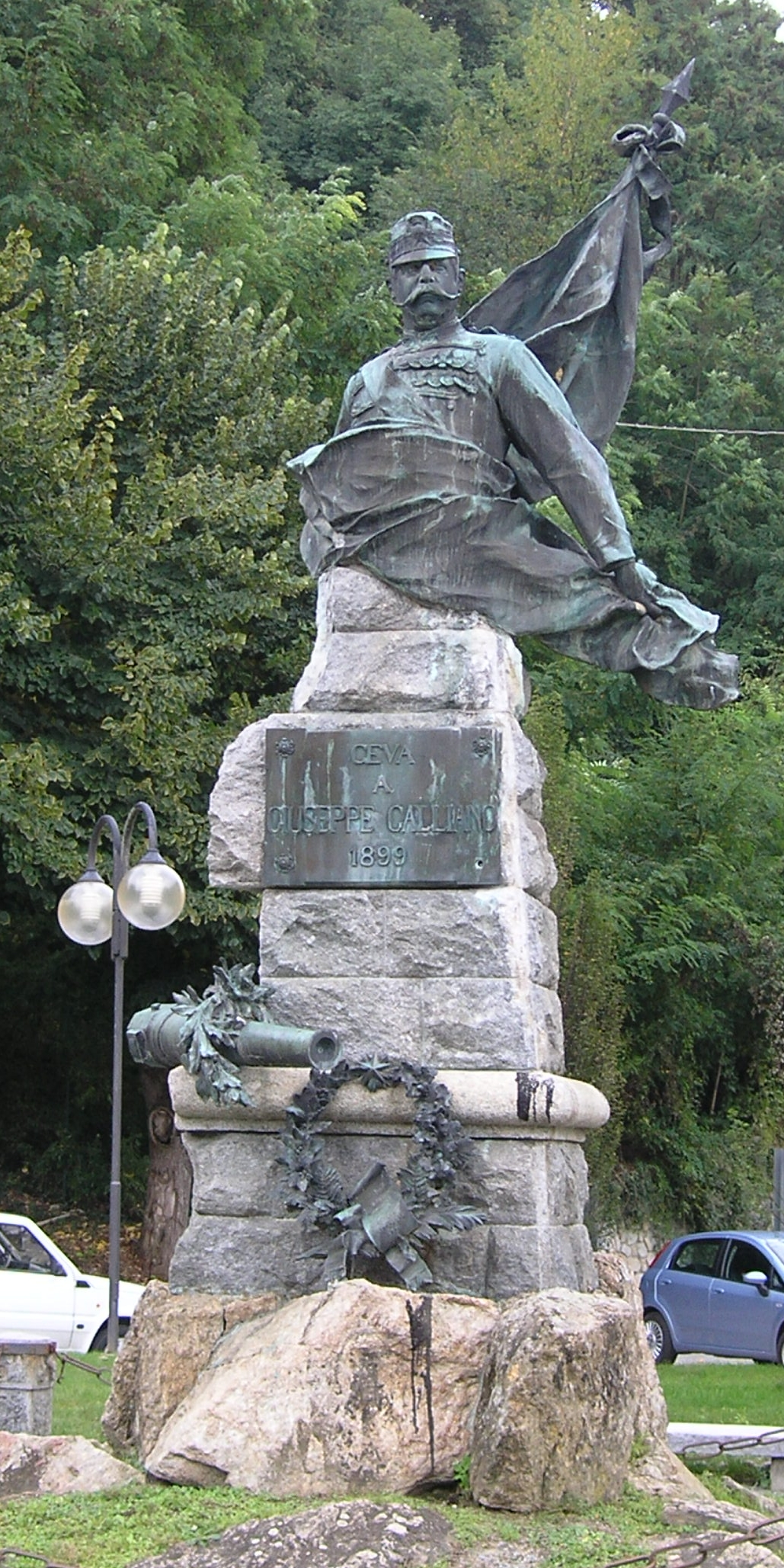
Monument en bronze à Ceva

Dans les derniers jours de février, les réserves de l'armée italienne étaient si faibles qu'elles ne pouvaient tenir que quelques jours. Il y avait deux options : soit battre en retraite, soit tenter, par une avancée sur Adoua, d'ouvrir la route de ravitaillement la plus courte vers les entrepôts d'Adi Ugri et d'Asmara. Baratieri est plutôt favorable à la retraite mais, après avoir entendu l'avis des autres généraux qui sont unanimement favorables à l'attaque dans la soirée du 28-29 février, il décide d'affronter l'ennemi avec ses 15 000 hommes contre plus de 120 000 pour Ménélik II.
Dans la nuit du 29 février au 1er mars, le général Baratieri décide d'avancer. L'idée était d'entraîner l'armée de Ménélik, ou du moins son arrière-garde, dans un combat acharné qui la ferait capituler. À la suite du télégramme que le chef du gouvernement Francesco Crispi lui avait envoyé le 25 février : " Cotesta è una tisi militare, non una guerra " (C'est une bataille militaire, pas une guerre), il est contraint de s'engager dans la bataille. Le 29 février à 21 heures, l'armée se déplace en trois colonnes : à droite, la colonne dirigée par le général Vittorio Dabormida (2 500 hommes), au centre celle du général Giuseppe Arimondi (également 2 500 hommes), à laquelle est également affecté le lieutenant-colonel Galliano, et à gauche celle du général Matteo Albertone (4 000 hommes).
Galliano se retrouva à combattre sur le Mont Rajo, où, essayant péniblement de protéger l'aile gauche de la brigade d'Arimondi en barrant le champ aux Abyssins, il tomba en combattant jusqu'au dernier avec presque tous ses àscari qui l'idolâtraient et ne voulaient pas l'abandonner dans ce sacrifice suprême. Pour sa conduite héroïque pendant la bataille d'Adoua, Galliano a reçu à titre posthume une deuxième médaille d'or de la valeur militaire. Galliano, le premier alpin décoré de la plus haute distinction militaire, est également le premier officier décoré de deux médailles d'or de la valeur militaire.

## Patrimoine culturel
Des routes, des places et des monuments ont été nommés à la mémoire de Galliano dans toute l'Italie. À Ceva, où il a résidé pendant son congé, outre un monument, une école primaire et une place dédiée au courageux soldat italien, il existe également un musée, où sont conservés certains de ses objets personnels.

## La liqueur Galliano
Le nom de Giuseppe Galliano est lié à la liqueur Galliano inventée par Arturo Vaccari de Livourne. Propriétaire et fondateur en 1872 de la distillerie du même nom, en 1896, l'année de la mort de Galliano, souhaitant célébrer les actes héroïques du soldat, il a baptisé sa nouvelle liqueur du nom de son héros préféré. Bien que la "Distilleria Arturo Vaccari" n'existe plus, la marque est détenue par Bols de Amsterdam et la liqueur est toujours produite aujourd'hui.

## Décorations
- médaille d'or de la valeur militaire
- Il dirigea l'attaque des quatre compagnies qui étaient sous ses ordres avec une énergie, un courage et un élan exemplaires ; il les réorganisa promptement, les ramena à l'attaque, mit l'ennemi en fuite et reprit quatre pièces d'artillerie..
- Agordat (Erythrée), décembre 1893.
 - médaille d'or de la valeur militaire
- Engagé avec son bataillon sur le Mont Rajo, il a combattu vaillamment au moment le plus critique de la bataille. Lorsque le sort de la bataille s'écroula, il persista dans la résistance avec les quelques personnes restées à ses côtés, bien que déjà blessées, et avec le mousquet à la main, incitant les autres à finir aussi, il se défendit désespérément jusqu'à ce qu'il soit tué..
- Adoua (Ethiopie), 1er mars 1896.
 - médaille d'argent de la valeur militaire
- Envoyé avec trois de ses compagnies pour arrêter la colonne d'attaque de l'ennemi, il réussit, malgré la supériorité numérique des Tigrinos, les difficultés du terrain et les lourdes pertes qu'il subit, à couvrir la route par laquelle le corps d'armée opérationnel devait défiler, permettant ainsi d'occuper solidement la position de Coatit et de repousser l'ennemi sur tout le front. Dans l'après-midi du 13 et tout au long du 14, il a aidé à défendre le centre et la droite de nos troupes, repoussant toujours les attaques incessantes de l'ennemi..
- Coatit, 13-14 janvier 1895
 - médaille d'argent de la valeur militaire
- Pour avoir ordonné et dirigé la défense du fort d'Enda Jesus avec une intelligence égale à la vaillance.
- Enda Jesus (Fort Macallè), 8 décembre 1895 - 22 janvier 1896
 - Chevalier de l'Ordre des Saints-Maurice-et-Lazare
"motu proprio" du Souverain - 1896
 - Chevalier de l'Ordre de la Couronne d'Italie
 - Médaille commémorative des campagnes d'Afrique
 - Médaille commémorative des campagnes des guerres d'indépendance

## Source
- (it) Cet article est partiellement ou en totalité issu de l’article de Wikipédia en italien intitulé « Giuseppe Galliano » (voir la liste des auteurs).